# Mîroliubivka, Șîroke
Mîroliubivka (în ucraineană Миролюбівка) este un sat în comuna Rozî Liuksemburh din raionul Șîroke, regiunea Dnipropetrovsk, Ucraina.

## Demografie
Componența lingvistică a localității Mîroliubivka
     Ucraineană (91,43%)
     Rusă (6,43%)
     Belarusă (1,81%)
Conform recensământului din 2001, majoritatea populației localității Mîroliubivka era vorbitoare de ucraineană (91,43%), existând în minoritate și vorbitori de rusă (6,43%) și belarusă (1,81%).